# Ceratopogon cirrosus
Ceratopogon cirrosus är en tvåvingeart som beskrevs av Remm 1974. Ceratopogon cirrosus ingår i släktet Ceratopogon och familjen svidknott. Inga underarter finns listade i Catalogue of Life.